# WS-Distributed Management
Web Services Distributed Management (WSDM) ist ein Webservice-Standard, um den Status von anderen Diensten zu überwachen. WSDM, ein Teil der WS-*-Spezifikationen, zielt darauf ab, die verschiedenen proprietären Managementlösungen bestehender Systeme ganz im Sinne der Idee einer serviceorientierten Architektur ebenfalls plattformunabhängig zu machen und ihre Nutzung somit zu homogenisieren.

## Unterspezifikationen
- Management Using Web Services (MUWS): MUWS beschreibt wie Managementschnittstellen von Ressourcen als Webservices bereitgestellt werden können. Darin enthalten sind einige Managementgrundfunktionen wie eine Ressourcenbeschreibung, Metrics sowie Beschreibungsmöglichkeiten für die Fähigkeiten dieses Management Service. Zusätzlich definiert MUWS noch ein Format für Ereignisse, um Interoperabilität zu verbessern.
- Management Of Web Services (MOWS): MOWS definiert, wie Webservices als Ressourcen gemanagt werden können und wie man mit Hilfe von MUWS darauf zugreifen kann. Es beinhaltet Mechanismen und Methoden, die es ermöglichen, managementfähige Webservices über die Grenzen von Firmen und Organisationen hinweg zu nutzen.

## Geschichte
WSDM 1.0 wurde am 9. März 2005 als OASIS-Standard anerkannt. Die Anerkennung der WSDM-1.1-Spezifikation erfolgte am 7. September 2006.